# Коссовский, Рох
Рох Коссовский (1737, Глогуво — 20 октября 1813, Белжице) — государственный деятель Речи Посполитой, подскарбий надворный коронный (1762—1791), последний подскарбий великий коронный (1791—1795).

## Биография
Представитель польского дворянского рода Коссовских герба «Долэнга». Сын подскарбия надворного коронного Антония Коссовского (1701—1771) и Сюзанны Валевской.
В 1762 году Рох Коссовский получил должность подскарбия надворного коронного. В 1764 году — маршалок Ленчицкого воеводства в конфедерации Чарторыйских. В том же году был избран послом (депутатом) от Ленчицкого воеводства на конвокационный сейм. Стал президентом новой казённой коронной комиссии. В 1764 году поддержал избрание Станислава Августа Понятовского на польский королевский престол. В том же году был избран послом от Ленчицкого воеводства на коронационный сейм.
В 1766 году Рох Коссовский избирается послом от Ленчицого воеводства на сейм Чаплица. В 1768 году купил дворец Пржебендовских в Варшаве. В 1775 году пытался попасть в состав сената. В 1778—1782, 1784-1786 годах — член Постоянного Совета. В 1782 году на сейме отказался признать епископа краковского Каетана Солтыка умалишённым, на чем настаивали российский посол и польский король Станислав Август Понятовский. Поддерживал работу Четырёхлетнего сейма (1788—1792). В 1791 году возрожал против покупки польским правительством за свой счёт здания в столице для российского посольства. Позиция Роха Коссовского вызвала гнев короля, который назвал его одним из своих крупнейших противников. Однако в 1791 году он был назначен подскарбием великим коронным и вошел в состав совета «стражей законов». В 1792 году фигулировал в списке польско-литовских послов и сенаторов российского посла Якова Булгакова, на который Россия могла бы положиться при свержении новой польской конституции 3 мая.
23 августа 1792 года Рох Коссовский присоединился к Тарговицкой конфедерации в качестве консуляра (советника), 19 апреля 1794 года примкнул к польскому восстанию под руководством Тадеуша Костюшко.
Кавалер орденов Святого Станислава (1765) и Белого Орла.